# Borstplaat (kunstwerk)
Borstplaat en De gestreelde borst zijn fictieve namen van een reliëf in Amsterdam-Centrum.
De afbeelding ligt in het plaveisel van het Oudekerksplein aan de zijkant van de Oude Kerk. Op de koperen tegel zijn twee borsten te zien en een hand die een van beide beetpakt. Dit beeld is, evenals andere beelden, 's nachts anoniem geplaatst en wordt toegeschreven aan De Onbekende Beeldhouwer, die daarbij een hele ris kunstwerken op zijn naam kreeg, zonder dat bekend is of er inderdaad sprake is van één persoon. 
Het beeld werd op een nacht in februari 1993 door die onbekende ingegraven op die plek. Buurtbewoners klaagden en ook het Stedelijk Beheer was niet blij en men drong aan op verwijdering. Daarvoor werden verschillende redenen genoemd:
- ongepast op deze rustieke plek, alhoewel het Ouderkerksplein midden in de hoerenbuurt van Amsterdam ligt: De Wallen
- geluidshinder (door slaan op het bronzen beeld en bijbehorende galm in een wateropvangbekken eronder)
- de gemeente, althans Stedelijk Beheer, was het anoniem plaatsen van deze beelden zat.

De wethouder van Kunstzaken Ernst Bakker was juist blij met het initiatief de stad de verrijken met beelden. Saillant detail was dat een van de klagers de secretaresse van Bakker was; zij had last van de galm. Stedelijk Beheer ging toch over tot verwijdering, terwijl de wethouder Rick ten Have van Stedelijk Beheer bezig was een brief op te stellen om het de laten liggen. Bakker en Ten Have kregen een meningsverschil over deze gang van zaken. Bij het verwijderen werd geconstateerd dat er een groot brok beton aan geklonken was en het plaatsen geen kleine ingreep geweest moest zijn.
De gemeente Amsterdam, weer Ernst Bakker, vroeg de maker zich te melden, anders zou het beeld aan de gemeente toevallen en dat de gemeente zelf een plek tot plaatsing zou aanwijzen. De maker meldde zich, maar stelde wel als voorwaarde dat hij anoniem bleef. De gemeente ging vervolgens in gesprek met de maker en ze kwamen overeen het beeld te voorzien van een geluiddempende laag. Het beeld werd weer ingegraven op het Oudekerksplein; het is dan 1 juli 1993. Bakker kwam het zelf onthullen; hij hoefde alleen wat zand weg te peuteren en vegen. Tijdens de onthulling van het beeld kon Ten Have maar tot één conclusie komen, dat de maker koningin Beatrix der Nederlanden was; hij combineerde daarbij kunstzinnigheid, voldoende financiën en gewenste anonimiteit.